# Zygmunt Zabierzowski
Zygmunt Zabierzowski (* 23. Juli 1916 in Lisewo, Masuren; † 26. Januar 1978 in Warschau) war ein polnischer Sprinter und Leichtathletiktrainer in Polen und Kuba.

## Leben
Vor dem Zweiten Weltkrieg war Zabierzowski Sprinter bei KS Polonia Warschau. 1939 war sein bestes Jahr mit einem 3. Platz bei den Studentenweltmeisterschaften in Monte Carlo über 400 m. Seine Bestzeit betrug 49,7 s. Durch den Krieg und die deutsche Besetzung Polens wurde er um seine sportlichen Chancen gebracht.
Er schloss sich der Polnischen Heimatarmee an und war am Warschauer Aufstand beteiligt. Nach dem Krieg schloss er sein Studium ab und wurde Trainer, ab 1953 Nationaltrainer für Sprint. Da die polnische Mannschaft bei den Olympischen Sommerspielen 1964 schlechter als erwartet abgeschlossen hatte, wurde er entlassen und trainierte von 1965 bis 1977 Sprinter in Kuba im Rahmen eines noch von Tomasz Lempart initiierten Programmes. Er überzeugte u. a. Alberto Juantorena von einem mittelmäßigen Basketballspieler auf Sprint und auch die 800 m umzusatteln. So führte er ihn behutsam mit verlängertem Sprinttraining zum Olympiasieg über 800 m. Krankheitsbedingt kehrte er nach der Saison 1977 nach Polen zurück, wo er verstarb.